# Гипмочи
Гипмочи је планина у доњим Хималајима. Уздижући се до висине од 4.427 метара, она лежи на тромеђи између Индије, Кине и Бутана.